# Zofia Sokołowska
Zofia Sokołowska, w zakonie s. Katarzyna (ur. 22 kwietnia 1896 we wsi Hrusiatycze, rejon żydaczowski, zm. 24 stycznia 1924 w Laskach) – polska rzeźbiarka, franciszkanka związana z Zakładem dla Ociemniałych w Laskach, współpracownica Róży Czackiej – Matki Elżbiety.

## Życiorys

### Dzieciństwo

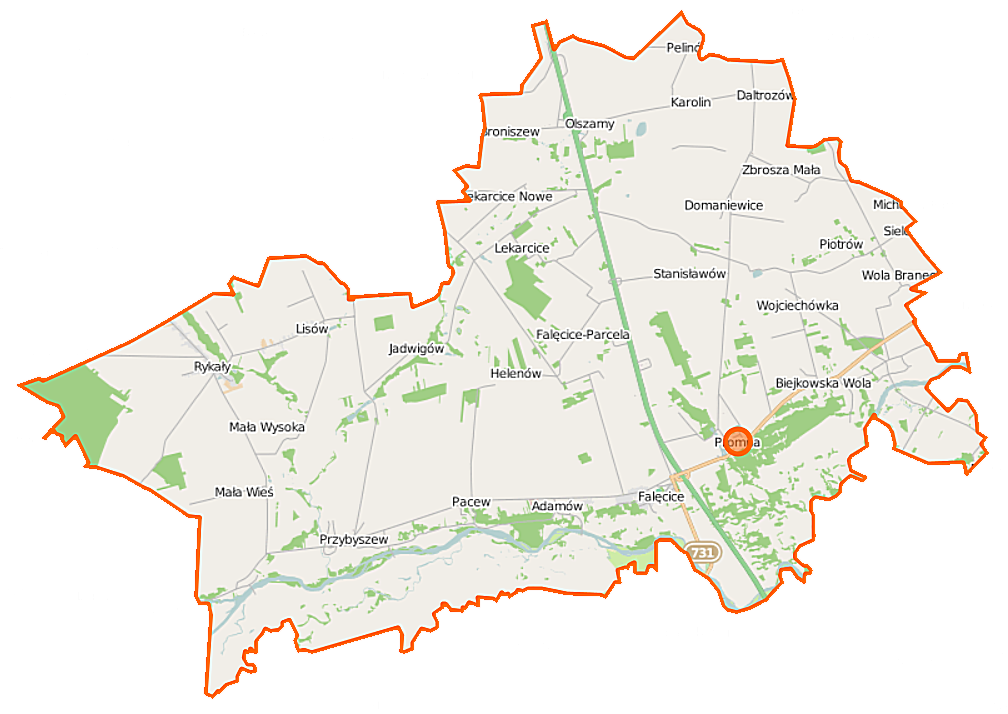
Położenie Biejkowskiej Woli (gmina Promna)

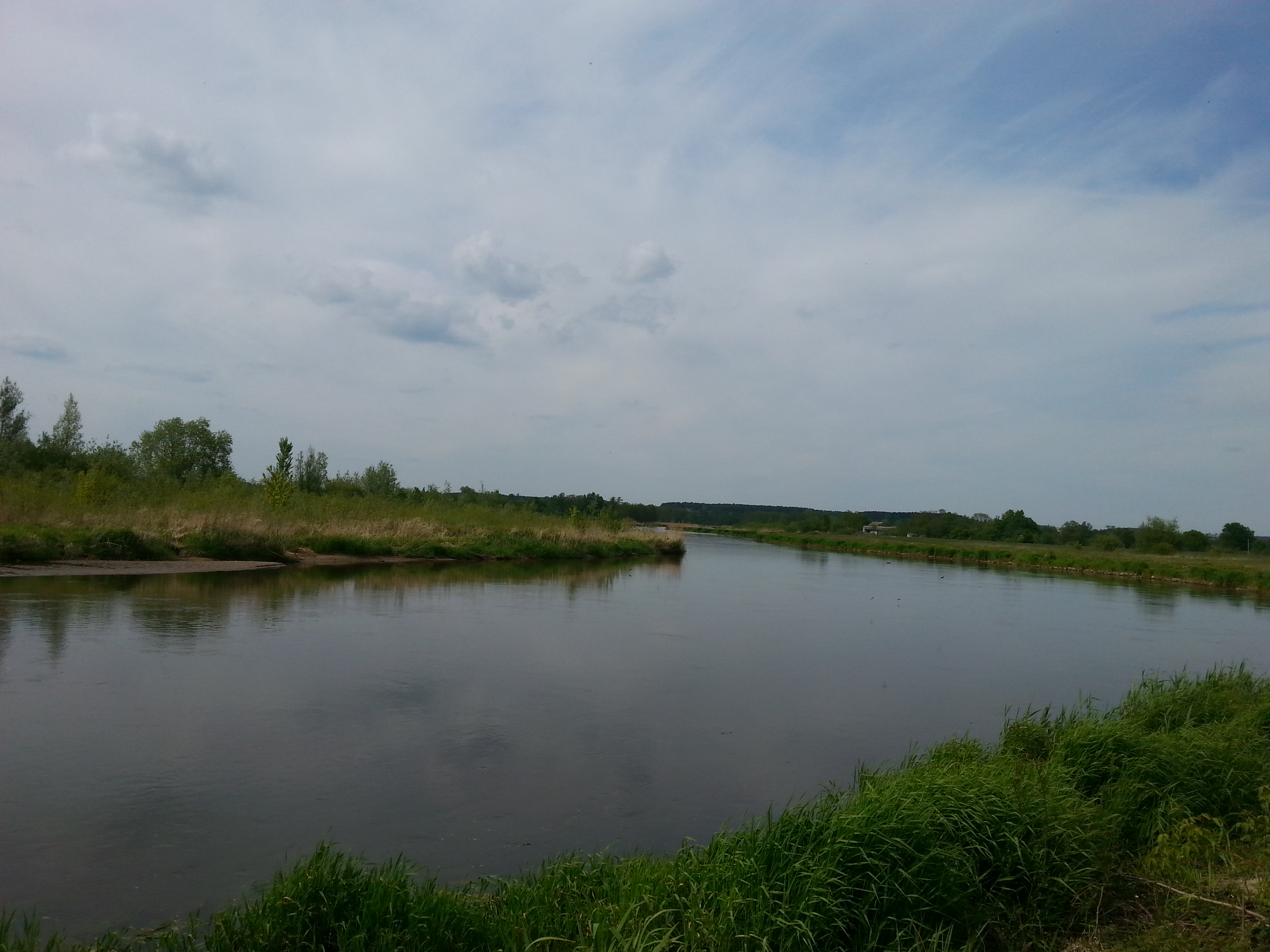
Pilica we wsi Brzeźce

Była drugą z pięciu córek Wojciecha Sokołowskiego i Stefanii z domu Bagniewskiej, właścicieli majątku w Biejkowskiej Woli (powiat grójecki). Urodziła się we wsi Hrusiatycze (zob. ), gdzie ojciec dzierżawił wówczas majątek, jednak dzieciństwo spędziła głównie w Biejkowskiej Woli. W rodzinnym domu panowała atmosfera szacunku dla tradycji patriotycznych, przychylności dla idei demokratycznych, wolnomyślicielstwa i antyklerykalizmu.
Do 10. roku życia Zofia dojrzewała przede wszystkim pod wpływem matki, kobiety mądrej i życzliwej dla otoczenia, która mimo licznych prac domowych i działań na rzecz pracowników majątku, np. pielęgnowania chorych lub udzielania lekcji polskiego dzieciom, znajdowała czas na ulubione malarstwo. Swoim przykładem uczyła córki bezkompromisowej prawości.
Ojciec, absolwent szkoły rolniczej w Puławach (zob. Instytut Gospodarstwa Wiejskiego i Leśnictwa), odziedziczył zaniedbany majątek ziemski, ale dzięki swojej wiedzy i wysiłkowi podniósł gospodarstwo na wysoki poziom. Był wyznawcą racjonalizmu. Jako zwolennik demokratycznych idei społecznych czuł się odpowiedzialny za ludzi pracujących w majątku (np. mieli mieszkania w murowanych domach z ogródkami, zapewniano opiekę ludziom starym, niezdolnym do pracy, co zdarzało się wówczas rzadko).

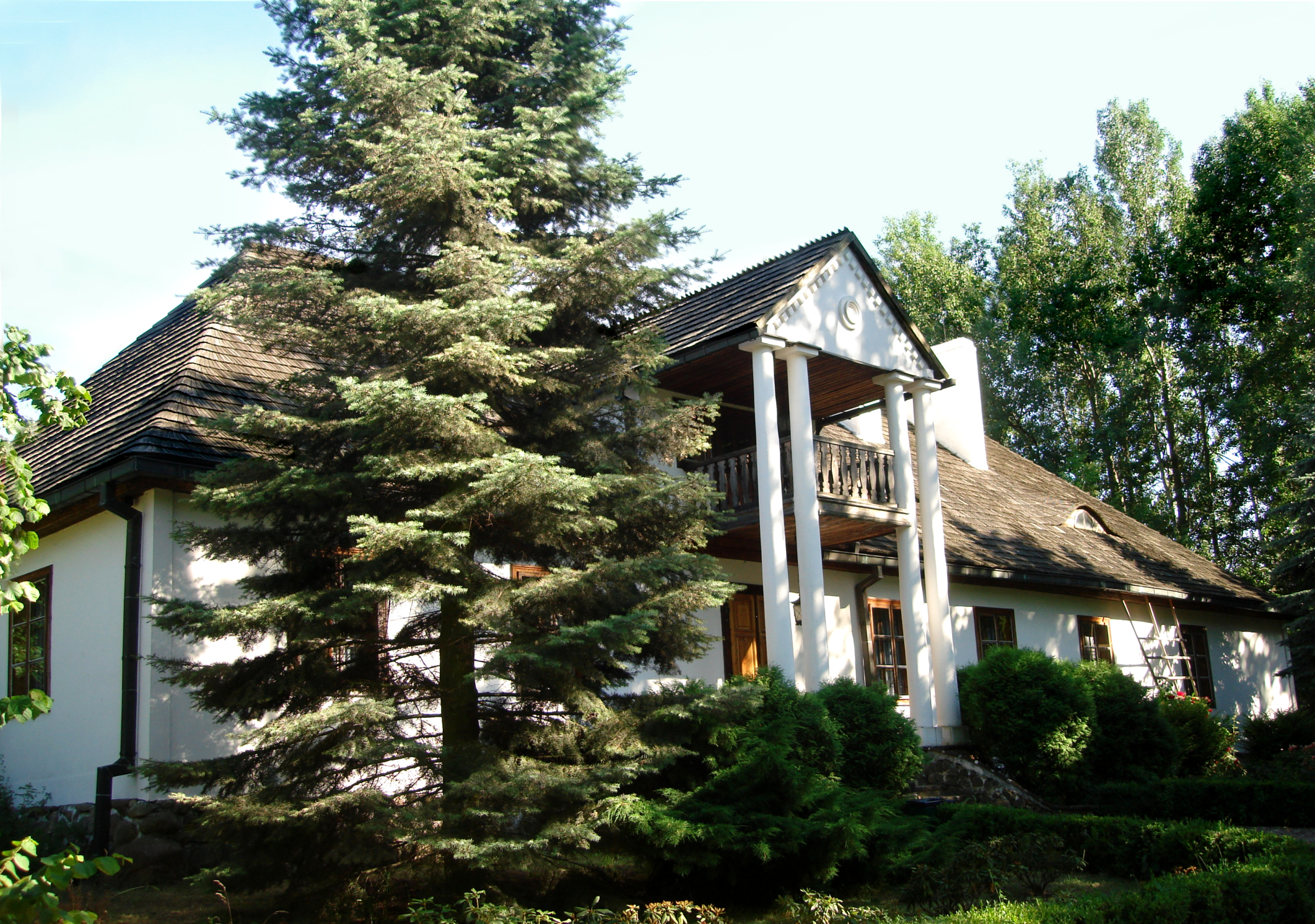
Dwór rodziny Bagniewskich z Brzeziec - obecnie w Muzeum Wsi Radomskiej

Okres szczęśliwego dzieciństwa przerwała choroba matki (gruźlica) – częste wyjazdy na zagraniczne kuracje i śmierć (1907). Wdowiec starał się okazywać troskę, potrzebną córkom – zapamiętały, jak wdrapywał się na drzewo w ogrodzie, wspominały lekcje jazdy konnej i fechtunku, kąpiele w Pilicy, wspólne spacery, które stawały się wykładami botaniki, geologii i kosmologii.
Wielkiej serdeczności i dobroci doznawały dziewczynki w domu dziadków Bagniewskich, w ich majątku Brzeźce (na drugim brzegu Pilicy). Zofia wspominała leśną polankę z kwitnącymi kosaćcami, którą dziadek nazywał swoim ogródkiem (piękniejszym od dworskiego ogródka swojej żony), zapamiętała bezinteresowny i delikatny stosunek dziadka do przyrody. Wobec sióstr spełniała część opiekuńczych i wychowawczych funkcji matki. Siostry wspominały np. zdarzenie: gdy miała dziesięć lat, na argument starszej siostry: „większość uznała, co ja mówię” odpowiedziała, po krótkiej chwili namysłu:

Prawda, to nie zawsze zdanie większości.

### Szkoła na Wiejskiej

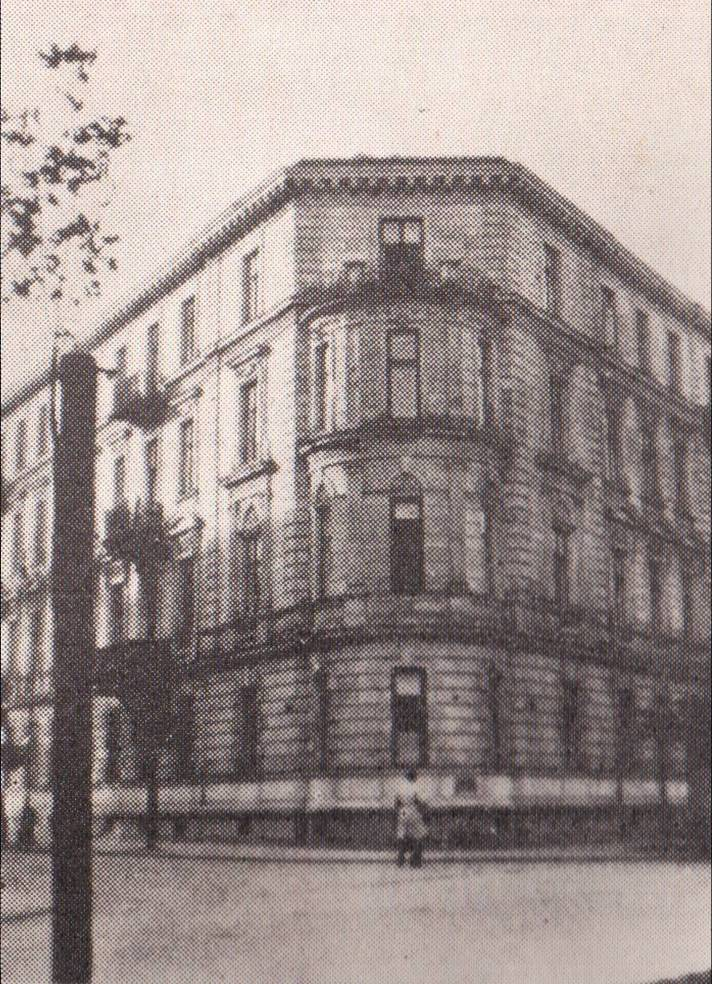
Nieistniejący budynek pensji przy ul. Wiejskiej 5

Wraz ze starszą siostrą uczęszczała do siedmioklasowej żeńskiej szkoły prywatnej przy ul. Wiejskiej w Warszawie, prowadzonej przez Jadwigę Kowalczykówną i Jadwigę Jawurkówną, przestrzegających w szkole zasad pozytywizmu warszawskiego, w tym wzajemnego szacunku wyznawców różnych religii i ateistów (dla kształtowania postaw chrześcijańskich ważny był osobisty przykład założycielek i kierowniczek, kontakt z odwiedzającym Szkołę Janem Mauersbergerem i in.). Szkolnymi koleżankami Zofii były późniejsze siostry zakonne w Laskach, Teresa Landy, absolwentka z 1911 roku (została nauczycielką domową młodszych sióstr Sokołowskich) i Zofia Steinberg – najlepsza przyjaciółka. Wspominając Szkołę na Wiejskiej Teresa Landy pisała m.in.: 

Gdy chcę teraz określić, jaki rys naszej Szkoły uważam za najwybitniejszy, bez wahania powiem: atmosferę prawdy. Panny Jadwigi tak bardzo kochały prawdę i tak bardzo wierzyły w jej moc życiową i wartość wychowawczą, że wytwarzało to wokół nich nieodparty krąg prawdy. … Atmosfera ta […] budziła solidarność […] w dobrym i poczucie odpowiedzialności nie tylko za siebie, ale i za całość społeczności klasowej i szkolnej.

Zosia była wspominana jako uczennica smutna (prawdopodobnie głównie z powodu śmierci matki), raczej małomówna, poważna i powściągliwa w okazywaniu dobroci (zob. umiarkowanie, samokontrola). Była uważana nawet za twardą i nieugiętą. W jej biografii, napisanej przez Marię Bohdańską i s. Katarzynę z Lasek (Zofię Steinberg) znalazło się zdanie:

W czasach szkolnych poszukiwanie Prawdy było dla Zosi rzeczą najistotniejszą. Szukała jej boleśnie, nie znajdując, cierpiała. 
… wyczuwała jedność i jedyność prawdy, a jednocześnie wieloaspektowość naszych jej ujęć. Wyraziła to w okresie swego dojścia do chrześcijaństwa porównaniem wszechświata czy Boga do bryły wielokształtnej, z której my zawsze tylko część widzimy: ażeby zrozumieć, trzeba być w środku.

Zofia Sokołowska Szkoły na Wiejskiej nie ukończyła. Z powodu stwierdzenia początków gruźlicy w 1913 roku przerwała naukę i wyjechała do Zakopanego.

### Młodość – ASP, Franek i „Kółko” ks. Korniłowicza

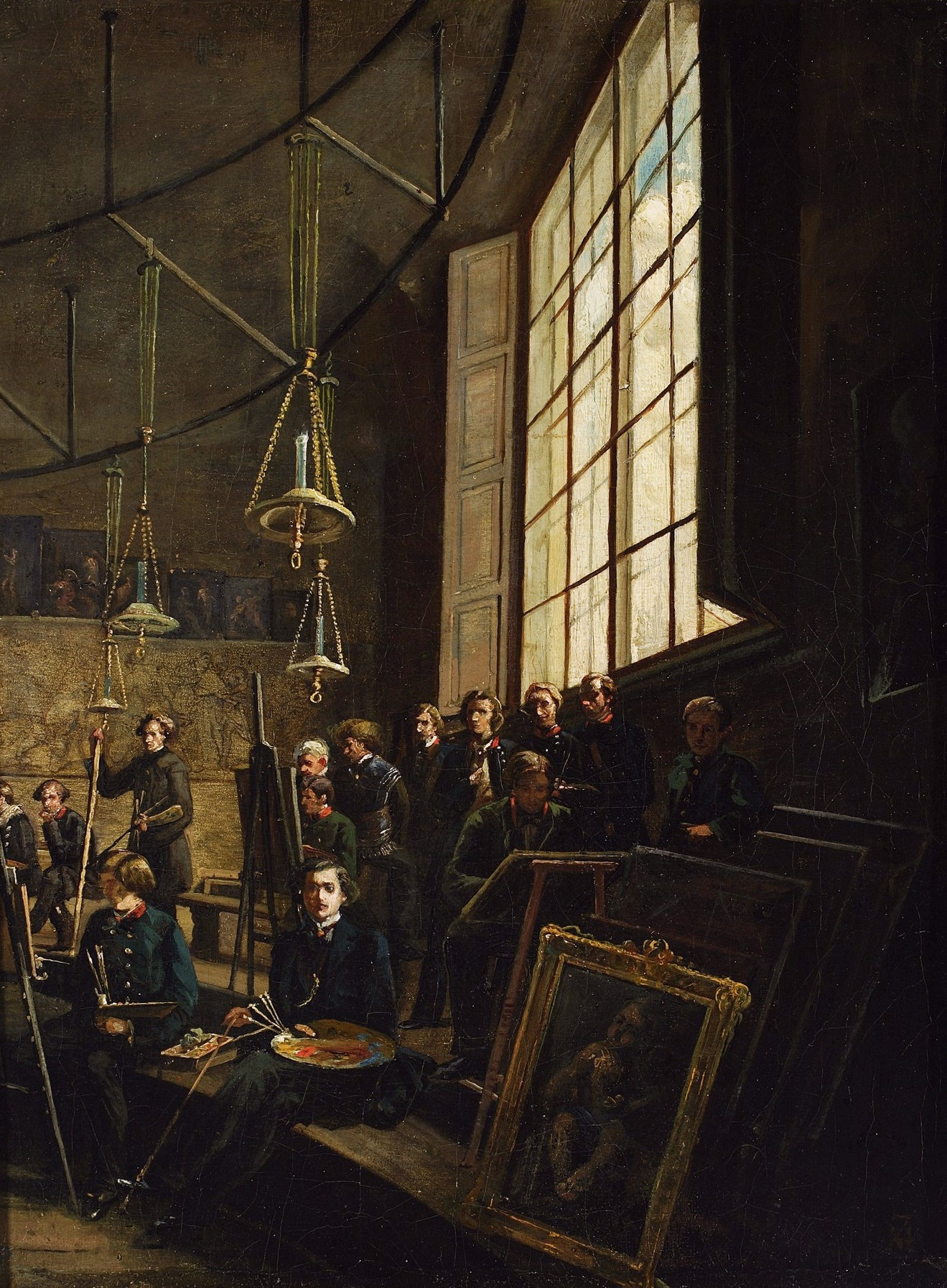
Marcin Zaleski, Wnętrze Szkoły Sztuk Pięknych w Warszawie, 1858

W Zakopanem przebywała przez kilka miesięcy na przełomie lat 1913/1914. Odwiedziła m.in. pracownię Jana Rembowskiego – wykonał wówczas jej portret – i nawiązała trwałą przyjaźń z rodziną Rembowskich. W 1915 roku ukończyła pensję w Radomiu, gdzie zdała maturę. W tymże roku wróciła do Warszawy. Podjęła naukę w Wolnej Wszechnicy Polskiej (m.in. słuchała wykładów Wincentego Trojanowskiego z historii sztuki) oraz w pracowni rzeźbiarskiej Henryka Kuny. Od 1916 roku była studentką Szkoły Sztuk Pięknych należała do klasy rzeźby Edwarda Wittiga. Była zaliczana do najzdolniejszych uczennic. Tamże zaprzyjaźniła się z Franciszkiem Tencerem – uzdolnionym rzeźbiarzem pochodzenia żydowskiego (otoczenie traktowało ich jak narzeczeństwo). W biogramie Zofii Sokołowskiej, opublikowanym w książce „Ludzie Lasek”, napisano.

Decydujące dla niej znaczenie ma spotkanie i przyjaźń z utalentowanym kolegą ze Szkoły Sztuk Pięknych, Franciszkiem Tencerem, człowiekiem ogromnej wrażliwości i męstwa. Jego przyjaźń z Zosią wyrasta przede wszystkim z jednoczącej ich tęsknoty w szukaniu Prawdy absolutnej.

Bardzo istotny wpływ na życiowe decyzje Zofii Sokołowskiej miała Zofia Landy, dawna starsza koleżanka ze Szkoły na Wiejskiej, a później studentka filozofii na Sorbonie. Po powrocie z Paryża została ona domową nauczycielką młodszych sióstr Sokołowskich w Biejkowskiej Woli (ich ojciec gościł tam wówczas działaczy konspiracyjnych, związanych z PPS).
Zofia Landy była w bliskich kontaktach z ks. Władysławem Korniłowiczem – filozofem, wikariuszem m.in. w Parafii św. Stanisława Biskupa Męczennika w Siennicy, katechetą, uczestniczącym w pracach Stowarzyszenia Księży Charystów (Unionis Sacerdotum Saecularium Charitatis Apostolicae „Caritas Christi”). Prowadziła z nim wielogodzinne rozmowy o Bergsonie, Brzozowskim i Ewangelii, z którymi wiązano jej nawrócenie w 1917 roku. Przyczyniło się ono do radykalnego religijnego przełomu u Zofii Sokołowskiej, jej młodszych sióstr i Franciszka Tencera, którzy przyjęli chrzest. Zofia Landy, Zofia Sokołowska, Franciszek Tencer i kilkoro ich najbliższych przyjaciół utworzyli tzw. „Kółko” – nieformalną grupę młodej inteligencji warszawskiej (katolików, ateistów, neofitów i konwertytów), spotykającą się wokół ks. Korniłowicza na dyskusje dotyczące różnych problemów kultury, filozofii i wiary.
W ostatnich miesiącach wojny polsko-bolszewickiej Zofia Sokołowska wraz z ks. Korniłowiczem (wówczas kapelanem wojennym) i kilkorgiem przyjaciół przygotowywała tzw. „czołówki oświatowe” dla żołnierzy walczących na froncie ukraińskim. W latach 1921–1922 przebywała w Biejkowskiej Woli, opiekując się chorą najmłodszą siostrą. W tym czasie myśleli, wspólnie z Tencerem, o możliwościach „apostolstwa przez sztukę”, np. założeniu wiejskiej szkoły rzeźbiarskiej, jednak nie doszło do realizacji tych planów. Na ostatnim roku studiów podjęli decyzję o rezygnacji ze sztuki i wspólnego życia – Franciszek wstąpił do zgromadzenia redemptorystów w Krakowie, Zofia wybrała Zgromadzenie Sióstr Franciszkanek Służebnic Krzyża, do którego zgłosiła się w Warszawie w sierpniu 1922 roku. Ta decyzja była prawdopodobnie związana z poznaniem opiekunki niewidomych dzieci, Matki Elżbiety (Róża Czacka). Po tym spotkaniu Zofia powiedziała: „Mam Matkę”. Podjęła decyzję o złożeniu ofiary. W grudniu wpisała do pamiętnika podziękowanie Bogu za to, że dał jej:

…tyle światła i siły, że mogła zerwać dwa najsilniejsze więzy, które ją ze światem łączyły, a które koniecznie trzeba było zerwać i ofiarować Bogu, żeby iść do klasztoru: więzami tymi była po pierwsze sztuka, a po drugie przyjaźń z Frankiem. Cudne było nasze pożegnanie. Tylko w Panu Jezusie tak się mogą żegnać kochające się dusze. W pożegnaniu tym była jakby zapowiedź radosnego powitania w wiecznej Ojczyźnie Niebieskiej.

Fragment jej wiersza-modlitwy został opublikowany w 1934 roku jako motto pierwszego numeru czasopisma Verbum (1934). Modlitwa zawiera zdania zgodne z istotą personalizmu chrześcijańskiego, wyraża stosunek autorki do teologii krzyża, do cierpienia i do sztuki. Zaczyna się od słów:

Panie, jeśli taka będzie wola Twoja, to użyj mnie jako narzędzia Twej sztuki. Niech w sztuce tej będzie jak najmniej mnie, a jak najwięcej Ciebie. Niech będzie prosta, nie błyszcząca, a prawdziwa …

### Laski
Nowicjat rozpoczęła 8 sierpnia 1923 roku w Zakładzie dla Niewidomych w Laskach, tworzonym wówczas przez Matkę Elżbietę. Róża Czacka i Władysław Korniłowicz dostrzegali w niej przyszłą przywódczynię zgromadzenia, jednak po zaledwie kilkunastu miesiącach zachorowała na ostre gruźlicze zapalenie otrzewnej. Zmarła 24 stycznia 1924 roku w szpitalu „Omega”. Swoje cierpienie przyjmowała jako kolejną ofiarę, składaną w intencji Lasek. Franciszek Tencer zmarł 23 marca tegoż roku, co wstrząsnęło środowiskiem inteligencji warszawskiej – Władysława Korniłowicza obwiniano o rozbudzanie religijnej egzaltacji wśród wrażliwej, najbardziej wartościowej artystycznej młodzieży (na pewien czas przerwał opiekę nad „Kółkiem”).
Grób Zofii Sokołowskiej znajduje się na skromnym cmentarzu w Laskach – cmentarzu leśnym, o którym ks. Antoni Marylski mówił: „u nas się tak przyjemnie leży…”.
W domu rekolekcyjnym Zakładu Niewidomych znajdują się rzeźby Zofii Sokołowskiej  (w brązie): Matka Boska z Dzieciątkiem i Głowa Chrystusa (część nieukończonego krucyfiksu) oraz medalion Matka Boska z Dzieciątkiem i projekt kropielnicy (gips).